# Športsko društvo Primorje '08 Rijeka
Športsko društvo Primorje '08 je športsko društvo iz Hrvatske, iz grada Rijeke.

## Povijest
Na Sušaku je prva plivačka priredba održana 1912. na kupalištu Strauss na Brajdici. Hrvatski športski klub Victoria 1. srpnja 1914. osnovao je svoju plivačku sekciju, čime su zasnovani temelji budućoj aktivnosti športskog društva Primorja. Prvi je referent sekcije bio Đorđe Banjanin, a Rudolf Reš prvi trener.

Viktorijini članovi, vaterpolist Boris Polić i plivač Zmaj Defilipis, nastupali su na Olimpijskim igrama 1936. godine u Berlinu.
Godine 1945. formirano je športsko društvo "Primorac". Od početka 1948. godine djeluje novostvoreni plivački klub "Primorje" koji je poslije postao plivački i vaterpolo klub Primorje. PVK je reorganiziran 1. siječnja 1991. godine te djeluje kao Športsko društvo "Primorje '08" u koji su danas udruženi: plivački klub Primorje, vaterpolski klub Primorje te klub za sinkronizirano plivanje Primorje.

## Odjeli
- plivanje
- vaterpolo
- sinkronizirano plivanje